# Переяславска рада
Переяславската рада (на украински: Перея́славська рáда) е събор на запорожките казаци, начело с хетмана Богдан Хмелницки, който се провежда на 8 (18) януари 1654 година в Переяслав, откъдето и името.
През март месец същата година се подписва договор между Хмелницки и цар Алексей Романов известен като Мартенските статии. В този договор Казашкото хетманство (в общи линии днешна Украйна) става васална на Руското царство, запазвайки първоначално частична вътрешна автономност – независимост във вътрешните си дела включително събирането на данъци, запазва 60 хил. войска, но се задължава да няма независими отношения с Жечпосполита и Османската империя. При избиране на нов хетман московският цар е трябвало да бъде уведомен, но той продължава да бъде избиран на казашки събор.
Съборът в Переяслав решава да слее територията на Казашкото хетманство с Руското царство, като всички казаци от запорожката войска полагат клетва за вярност към руския цар Алексей Романов.
Самият събор не води до де-факто загубване на независимостта на Казашкото хетманство, което продължава да има различни нива на независимост на своите институции формално още 100 години. Казаците запазват своите привилегии и самоуправление. Постепенно обаче между 1764 и 1781 г. се отнемат все повече автономни права до пълното ликвидиране на хетманството и внедряването му в Руската империя под името Малоруска губерния.

### Предистория
Украинските казаци започват мащабно въстание против Жечпосполита през 1648 г. Първоначалните съюзници на Хмелницки са Османската империя и Кримското ханство, като след първоначалните успехи съюзът се разпада заради поведението на кримските сили в три битки, на които напускат бойното поле (Зборив – 1649, Берестечко – 1651, Жванець – 1653), и цялостната пасивност на османците.
С тези дипломатически проблеми и увеличаващата се заплаха от Полската корона, Богдан Хмелницки търси нови съюзници. Първите опити да се привлече Московското царство започват още от 1648 г., но са неуспешни няколко години. На Земския събор в Москва през май 1653 г. руските съсловия изразяват мнението „черкасите да се приемат“. През октомври пристига агентът на Хмелницки Лаврин Капуста, който потвърждава желанието за васалитет, като също така споменава, че турският султан също се е опитал да привлече Хмелницки, но му е било отказано.
През октомври се изпраща делегация начело с Василий Бутурлин, която пътува три месеца. А през ноември 1653 г. Московското царство обявява война на Полша.

### Събор
През януари месец се провежда събрание на казашките старшини, а после и общо събрание. Не присъстват представители на градовете (градовете в Казашкото хетманство имат Магдебургско право и са автономни) и селяните, както и духовенството на Киевската митрополия. 
Още същия ден хората са събрани на градския площад, където в речта си хетманът подчертава нуждата Украйна да има върховен владетел и назовава четирима потенциални кандидати за тази роля: полския крал, кримския хан, турския султан и московския цар. Сетне заявява, че най-подходящ избор според него е московският цар. Доволна, че изборът се е паднал върху православен управник, тълпата откликва одобрително на речта.
Планът е да се разменят клетви между двете страни и да се подготви договор за подписване. За място на клетвите е избран Переяславският съборен храм. Церемониите не протичат гладко, защото Василий Бутурлин отказва да се закълне от името на своя цар. Церемонията се прекъсва за няколко часа, през които отделни представители се опитват да убедят Бутурлин да даде клетва, но той отказва с формулировката че един цар не може да се закълне на своите поданици. В крайна сметка се стига до компромисен вариант – Бутурлин два пъти потвърждава че царят ще пази всички права на казаците и че неговата дума не се променя (рус. царское слово переменно не бывает). След дълъг съвет украинската страна дава клетва (284 представители на казаците от Киевския, Черниговския и Брацлавските полкове), а Хмелницки получава от царя символи на властта – шапка, боздуган и знаме (хоругва).
Руските представители остават в страната да събират още клетви макар и не винаги успешно. Според тях те събират 122 542 клетви на хора от мъжки пол.
Известни казашки полковници, които се отказват да се закълнат са Иван Сирко, Осип Глух, Петро Дорошенко (бъдещ хетман). Отказват да се закълнат и някои цели полкове като Уманският, Полтавският (там царските представители са набити с тояги), цели градове, включително Чернобил, Киевската Митрополия начело със Силвестър Косов. Също отказва да се закълне и самата Запорожка Сеч.
През март 1654 г. представителите на царя се връщат и на 14.03.1654 г. в Москва се подписват Мартенските статии.

### Последвали събития
През лятото на 1654 започва 13 годишна война между Московското Царство и Жечпосполита като казаците се бият първоначално на страната на Москва. Войната не носи удовлетворение за казаците, защото царските сили приоритизират северните театри, вместо да защитават казаците и да помогнат за освобождаването на останалите под полска власт украински територии. Полша и Русия подписват примирието от Вилно (1656), което завършва със съюз между двете страни, насочен срещу Швеция и обещанието Алексей Романов да получи и полския престол след смъртта на Ян II Казимир.
Хетманът започва да ориентира дипломатите си към създаването на трета коалиция, включваща Швеция, Трансилвания, Бранденбург и литовския княз Богуслав Радзвил, като се подписва военният договор от град Раднот (сега Йернут, Румъния).
Богдан Хмелницки умира през 1667 г. и започва периодът на граждански войни и чужда намеса, останал известен в украинската памет и историография като „Руина“ (укр. Руїна – в смисъл разорение).
Новият хетман Иван Виховски се обръща на страната на поляците, с проекта Украйна да стане равноправна трета страна в Жечпосполита, наравно с Полша и Литва – договора от Хадяч. Този договор не е ратифициран от Полския сейм и среща опозиция и в Украйна. Води се Конотопската битка между казаците, водени от Иван Виховски (Виговски) и кримските татари от една страна, и царството и по-малка част от казаците от друга, която завършва с победа на коалицията на Виховски и Мехмед IV Гирай.
Въпреки това много казаци не са доволни от казашко-татарския съюз и компромисите с Полша и издигат на власт сина на Богдан Хмелницки – Юрий Хмелницки, който подписва нов договор с Московското царство – Переяславските статии от 1659-а. През 1660 Юрий обявява договора с Москва за невалиден и подписва трактата от Чуднив с Полша, който го подчинява васално на полския крал. Московските сили поставят на левия бряг на Днепър хетман Яким Сомко, скоро сменен след това с Иван Брюховецки. Това води до първото разделение на Украйна по река Днепър на Левобрежна и Деснобрежна.
Войната между Московското Царство и Жечпосполита свършва с Андрусовското примирие от 1667 г., в което двете държави признават статуквото на разделение на Украйна. Двете части запазват известна автономия в състава съответно на Полша и Русия. Това разделение обаче означава, че казаците не могат да разчитат нито на едната, нито на другата страна за военен съюз с цел независимост. Затова хетманът Петро Дорошенко става васал на Османската империя – Корсунски договор, който също не се оказва дълготраен. Политическата нестабилност и чуждата намеса на двата бряга продължава до избирането на Иван Мазепа за хетман през 1687.

### Тълкуване и историческо значение
Тълкуването на историческото значение на събора е силно противоречиво. Украински, руски и съветски историци спорят доколко радата е отказване от независимостта на казаците, характера на задълженията на Русия и Украйна и валидността на нейните решения за Казашкото хетманство. Мотивацията на Хмелницки също е въпрос на интерпретация – като искрено желание за васалитет и закрила от царството или като временен съюзник в борбата с Полша. Орест Субтелни намира пет различни тълкувания – лична уния, реална уния, васална зависимост, временен военен съюз. 
Радата се ползва много в съветската пропаганда и Богдан Хмелницки е един от малкото украински водачи които получават признание в Съветския съюз. Пример за това е съществувалия орден „Богдан Хмелницки“ и честванията на 300-годишнината от събора.
Подобни решения за васалитет не са единствените в историята на казаците, като такива договори има също така с Османската империя и Полша.
Решението на Переяславската рада пряко засяга съседното и васално на Османската империя Кримско ханство, с което се подготвя почвата за последвалите руско-турски войни (1672 – 1918) в продължение на близо четвърт хилядолетие.